# Ross Mathews
Ross Mathews (Mount Vernon, Washington, 24 de setembre de 1979) és una personalitat televisiva dels Estats Units.
Mathews ha participat en programes de televisió com The Tonight Show with Jay Leno, Celebrity Fit Club, The Insider, Celebrity Big Brother i Chelsea Lately. Actualment, col·labora a RuPaul's Drag Race, com a membre del jurat, i a Live from E!.
Mathews és obertament gai i activista pels drets del col·lectiu LGTBI.